# Знаменка (Угранский район)
 Знаменка — село в Смоленской области России, в Угранском районе. Расположено в восточной части области в 21 км к северо-востоку от Угры, на правом берегу реки Угры на автодороге Р132 Вязьма — Калуга — Тула — Рязань. В Знаменке начинается автодорога на Спас-Деменск. Население — 538 жителей (2007 год). Административный центр Знаменского сельского поселения.

## История
Известно с 1662 года (Матвеем Степановичем Пушкиным построена деревянная церковь). В 1812 году в селе собиралось народное ополчение Юхновского уезда.
В 1929—1961 году село было центром Знаменского района Смоленской области. В 1961 году Знаменский район включен в состав Угранского района.

## Инфраструктура
Средняя школа, дом культуры, почта, библиотека, больница.

## Достопримечательности
- Памятник в честь знаменитого Противостояния на реке Угре в 1480 (недалеко от села Знаменка). Наименование объекта культурного наследия (памятника истории и культуры): Памятный знак, установленный в 1982 году в ознаменование 500-летия избавления России от монголо-татарского ига (великое противостояние на Угре), причем находясь напротив с. Знаменка, он по документам относится к Великопольевскому сельскому поселению).[1]
- Памятник «Катюша» в честь первой батареи «Катюш» (БМ-13) под командованием капитана Флерова.
- Скульптура на братской могиле воинов Советской Армии, погибших в 1941 - 1943 гг.